# Station Bellingmo
Station Bellingmo is een halte in Bellingmo in de gemeente Alvdal in fylke Innlandet  in  Noorwegen. De halte werd in 1898 geopend als Bellingmoen holdeplass. Bij de halte  aan  Rørosbanen stoppen nog enkele treinen per dag. 